# Вернич, Кристиан фон
Кристиан Федерико фон Вернич (исп. Christian Federico Von Wernich, 27 мая 1938, Конкордия, провинция Энтре-Риос, Аргентина) — аргентинский католический священник и преступник.
Фон Вернич был обвинён в участии в «Грязной войне», а также в пытках политических заключенных.

## Биография
9 октября 2007 года суд признал фон Вернича, который был духовником генерала Рамона Кампса, виновным в соучастии в семи убийствах, 42 похищениях людей и 32 случаях пыток и приговорил его к пожизненному заключению. Среди жертв пыток фон Вернича был журналист Хакобо Тимерман, отец Эктора Тимермана.